# Vorderreute (Wertach)
Vorderreute ist ein Gemeindeteil des Marktes Wertach im schwäbischen Landkreis Oberallgäu.

## Geografie
Das Dorf Vorderreute liegt etwa zwei Kilometer westlich von Wertach am Fuße der Reuterwanne auf etwa 1000 m Seehöhe.

## Sehenswürdigkeiten
Siehe: Liste der Baudenkmäler in Vorderreute